# Mormoopidovití
Mormoopidovití. jinak také listobradovití (Mormoopidae) představují nepočetnou čeleď netopýrů.

## Systematika
Skupinu mormoopidovitých poprvé vymezil švýcarský přírodovědec Henri de Saussure roku 1860. Historicky byli považováni za podčeleď listonosovitých (Phyllostomidae), v 70. letech 20. století nicméně došlo k osamostatnění.
Současná systematika tyto netopýry považuje za součást nadčeledi vampýrovci (Noctilionoidea), kam se vyjma mormoopidovitých a listonosovitých řadí i furipterovití (Furipteridae), mystacinovití (Mystacinidae), noktilionovití (Noctilionidae), tyropterovití (Thyropteridae) a zřejmě i myzopodovití (Myzopodidae). Vampýrovci jsou rozšířeni převážně na jižní polokouli a jejich původ je pravděpodobně gondwanský, zřejmě africký. Nejstarší fosilie mormoopidovitých, pocházející z Floridy, byly datovány do spodního oligocénu.
Čeleď mormoopidovití se dělí na dva rody a 10 až 13 samostatných druhů:
- rod Mormoops Leach, 1821[4][5]
  - Mormoops blainvillei Leach, 1821 – netopýr Blainvilleův
  - † Mormoops magna Silva-Taboada, 1974
  - Mormoops megalophylla (Peters, 1864) – netopýr listonosý
- rod Pteronotus Gray, 1838
  - Pteronotus alitonus Pavan, Bobrowiec & Percequillo, 2018
  - Pteronotus davyi Gray, 1838 – netopýr lysý
  - Pteronotus gymnonotus Natterer, 1843
  - Pteronotus macleayii (Gray, 1839) – netopýr MacLeayův
  - Pteronotus parnellii (Gray, 1843) – netopýr kníratý
  - Pteronotus personatus (Wagner, 1843) – netopýr škraboškový
  - † Pteronotus pristinus Silva Taboada, 1974
  - Pteronotus quadridens (Gundlach, 1840) – netopýr pyskatý

Některé fylogenetické studie nicméně naznačují, že by tyto dva rody nemusely být sesterské, a celá skupina by tak nebyla monofyletická.

## Popis

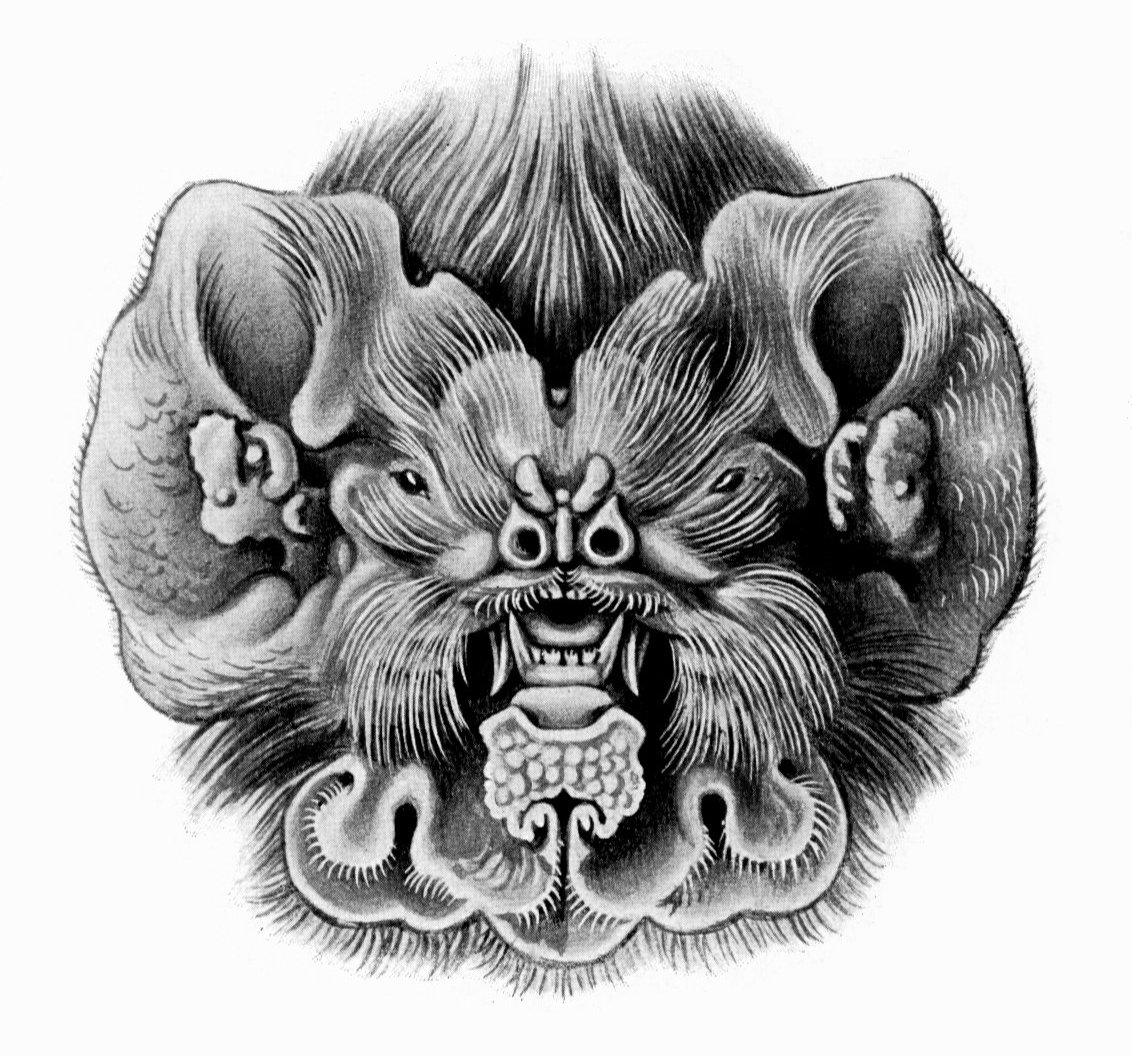
Obličej Mormoops blainvillii na kresbě Ernsta Haeckela

Mormoopidovití představují spíše malé netopýry, jejich hmotnost činí 7 až 20 g. Od listonosovitých je lze na první pohled odlišit menšíma očima a absencí typického blanitého výrůstku na čenichu („listu“). Z obličeje jim však vždy vyrůstají různé kožovité chlopně nebo hřebeny, nejvýraznější u zástupců rodu Mormoops, které jim dodávají bizarní vzhled. Uši jsou středně velké, zpravidla zakulacené, z vnějšího ucha (resp. tragu) opět vyrůstají výrazné záhyby kůže. Obličejová část lebky je zkrácena, rostrum směřuje více či méně vzhůru. Celkový zubní vzorec činí 2.1.2.32.1.3.3 = 34. Ocas je krátký a vyčnívá z hřbetní plochy poměrně rozměrného uropatagia.
Charakteristickým znakem těchto netopýrů je také přítomnost tuhých chloupků na tlamě, které svým vzhledem mohou připomínat knír. V angličtině se proto mormoopidovití někdy nazývají obecným jménem „kníratí netopýři“ („moustached bats“).

## Výskyt a ekologie

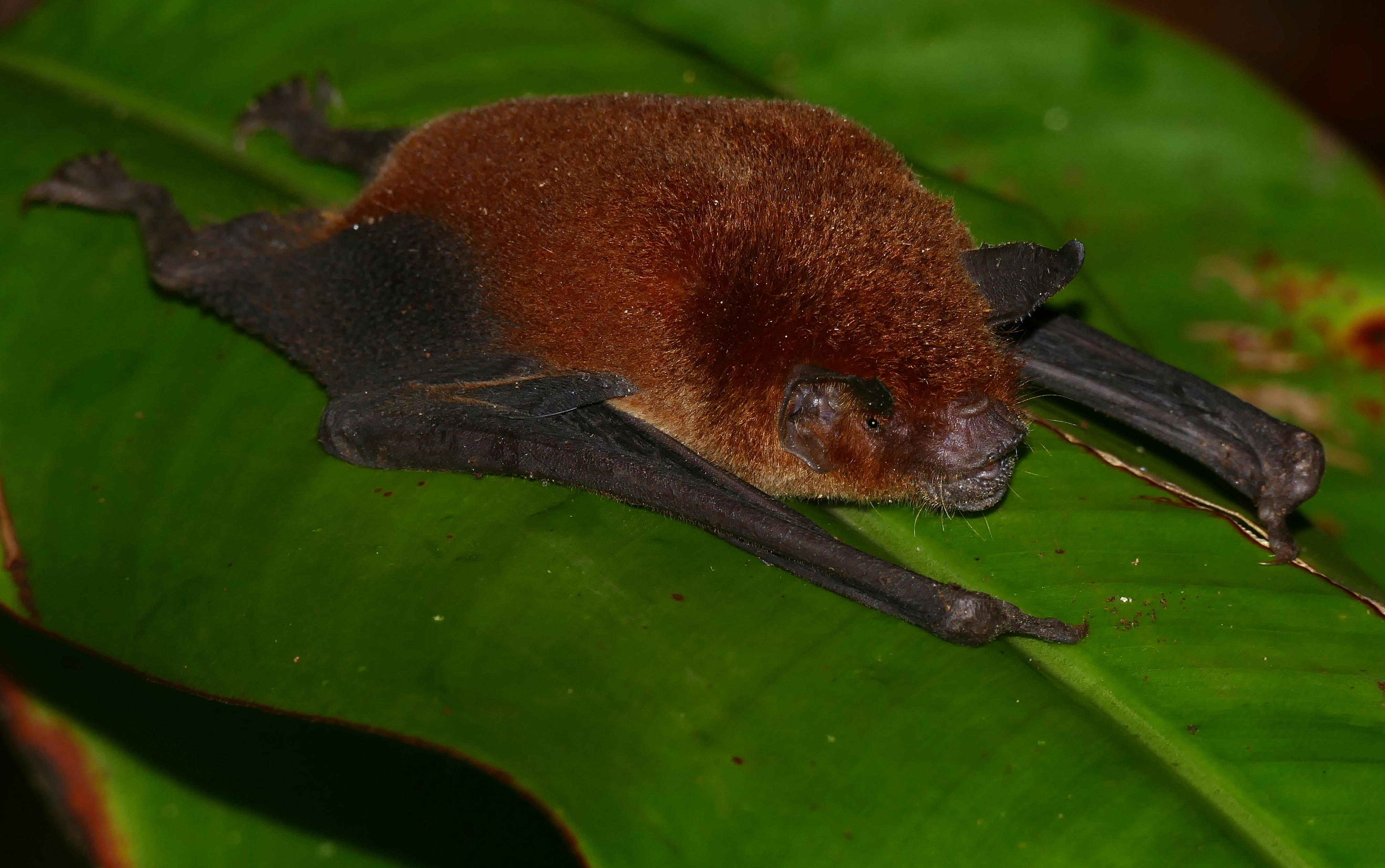
Netopýr škraboškový (Pteronotus personatus), Francouzská Guyana

Mormoopidovití jsou převážně tropičtí netopýři, vyskytují se od jihozápadu Spojených států amerických a regionu Západní Indie jižně až do Brazílie. Jejich domovinou jsou především tropické pralesy, ale vyskytují se i v některých pouštních regionech.
V mnoha tropických oblastech patří mormoopidovití k nejhojnějším netopýrům. Hnízdí v teplých, vlhkých jeskyních, přičemž jejich početné kolonie mohou čítat desítky, či dokonce stovky tisíc jedinců. Během večera se netopýři rozptýlí do širokého okolí a pátrají po potravě. Jsou striktně hmyzožraví: některé kolonie jsou schopny za jednu noc ulovit téměř 1,5 tuny hmyzu, a tak má jejich přítomnost velký dopad na místní ekosystémy. Mormoopidovití většinou loví poblíž vodních zdrojů. Jde o rychlé letce, k čemuž jim napomáhají dlouhá, úzká křídla. Svými manévrovacími schopnostmi připomínají netopýrovité (Vespertilionidae) z mírného pásu.
Délka březosti u těchto netopýrů činí asi dva měsíce. Samice rodí jediné mládě, jež obvykle přichází na svět na začátku období dešťů.